# Pajarkatti
Pajarkatti – gaun wikas samiti w zachodniej części Nepalu w strefie Lumbini w dystrykcie Rupandehi. Według nepalskiego spisu powszechnego z 2001 roku liczył on 665 gospodarstw domowych i 4573 mieszkańców (2214 kobiet i 2359 mężczyzn).